# Lackzunge
Als Lackzunge (lat. Lingua glabra) wird eine glatte, trockene und glänzend-rote Zunge bezeichnet. Hervorgerufen wird die Lackzunge durch eine Atrophie der Zungenpapillen auf der Zungenoberfläche. Die Lackzunge kann von einem brennenden Gefühl im Bereich der Zunge begleitet sein.
Die Lackzunge gehört mit den Lacklippen, dem Palmarerythem, den Spidernävi und den Weißnägeln zu den Leberhautzeichen bei Leberzirrhose.
Auch bei der perniziösen Anämie (Vitamin-B12-Mangel) können ähnliche Zungenveränderungen auftreten. Bei der sogenannten Möller-Hunter-Glossitis (Glossitis atrophicans) handelt es sich allerdings nicht, wie lange Zeit vermutet, um eine Entzündung der Zunge, sondern um eine Atrophie der Zungenschleimhaut auf Basis einer verminderten Zellteilungsrate. Dies führt in weiterer Folge zu einem vermehrten Durchscheinen der Blutgefäße, was die rote Farbe bedingt.
Therapeutisch muss bei Vitamin-B12-Mangel die Ursache des Vitaminmangels behoben werden.
Im Rahmen des Kawasaki-Syndroms kommt die Lackzunge als ein Hauptsymptom vor.
Als Erdbeerzunge oder Himbeerzunge bezeichnet man die hochrote Zunge bei Scharlach. Es handelt sich dabei um eine Glossitis mit geschwollenen Papillen.